# Cừu Corriedale

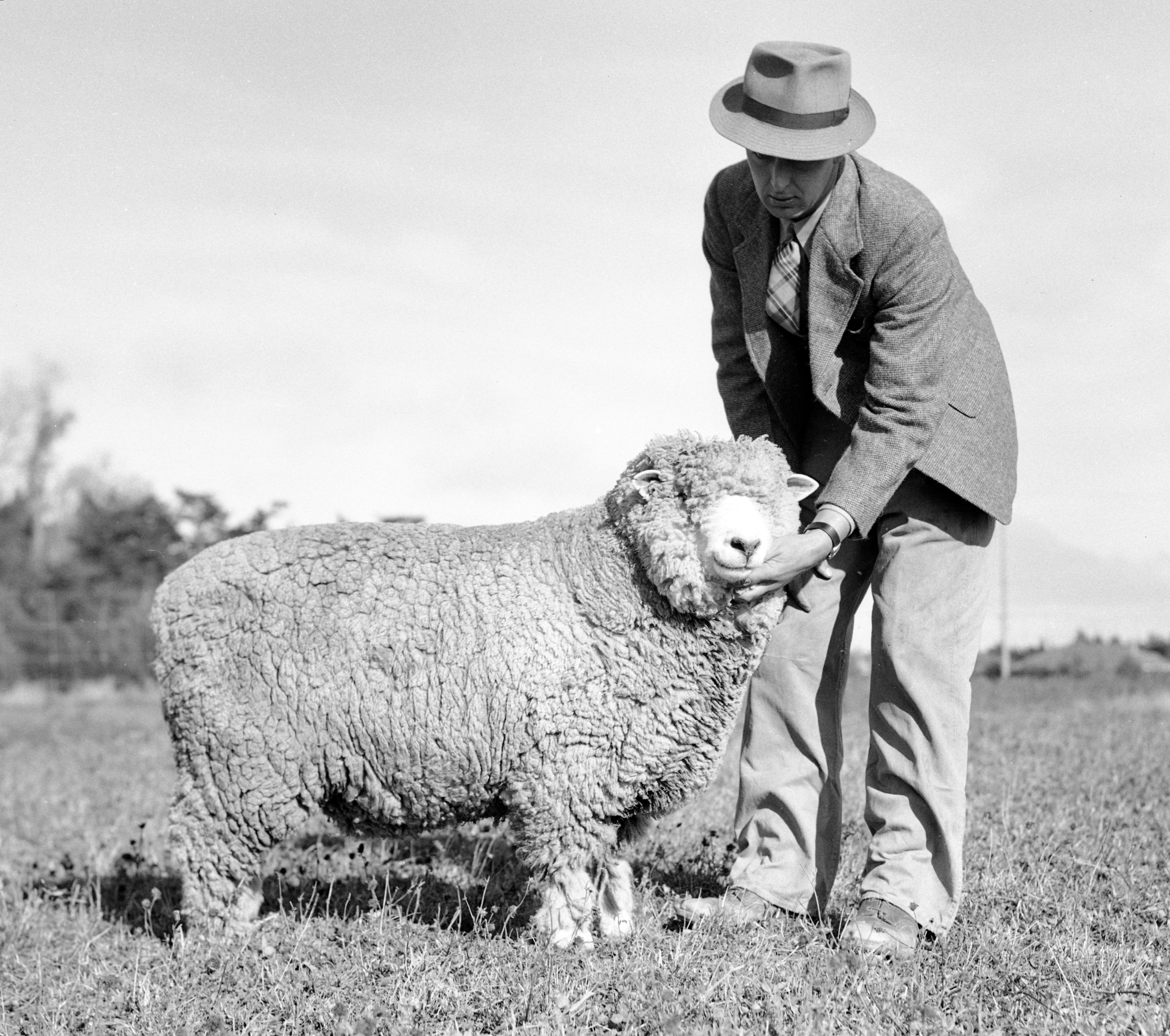
Corriedale, 1947

Cừu Corriedale là một giống cừu kiêm dụng có nguồn gốc từ Úc và Tân Tây Lan, chúng là giống cừu được sử dụng cả trong sản xuất len và thịt cừu. Các con cừu Corriedale là một trong những giống lâu đời nhất của tất cả các giống lai, một phép la chéo giữa cừu Merino và cừu Lincoln đã phát triển gần như đồng thời tại Úc và New Zealand và lần đầu tiên đưa sang Hoa Kỳ vào năm 1914. Các con cừu Corriedale được quốc tế hóa việc chăn nuôi, ở Úc, New Zealand, Hoa Kỳ và Patagonia. Cừu Corriedale là một trong những giống cừu phổ biến nhất tại Uruguay. Trên quần đảo Falkland, Polwarth và cừu Corriedale đã hình thành các giống cừu chính. 

## Lịch sử
Giống cừu này đã được phát triển tại Úc và New Zealand bởi việc chăn nuôi rộng rãi và tiêu hủy như một phép lai chéo giữa cừu Merino và cừu Lincoln. Mục đích là để phát triển một giống đó sẽ phát triển mạnh trong vùng có lượng mưa thấp hơn và cung cấp len xơ dài. Ban đầu là từ trang trại của James nhỏ là giống gốc và tên xuất phát từ một tài sản ở các đảo Nam, nơi ông đã tiến hành công việc của mình dưới sự khuyến khích của NZALC superindent, William Soltau Davidson.

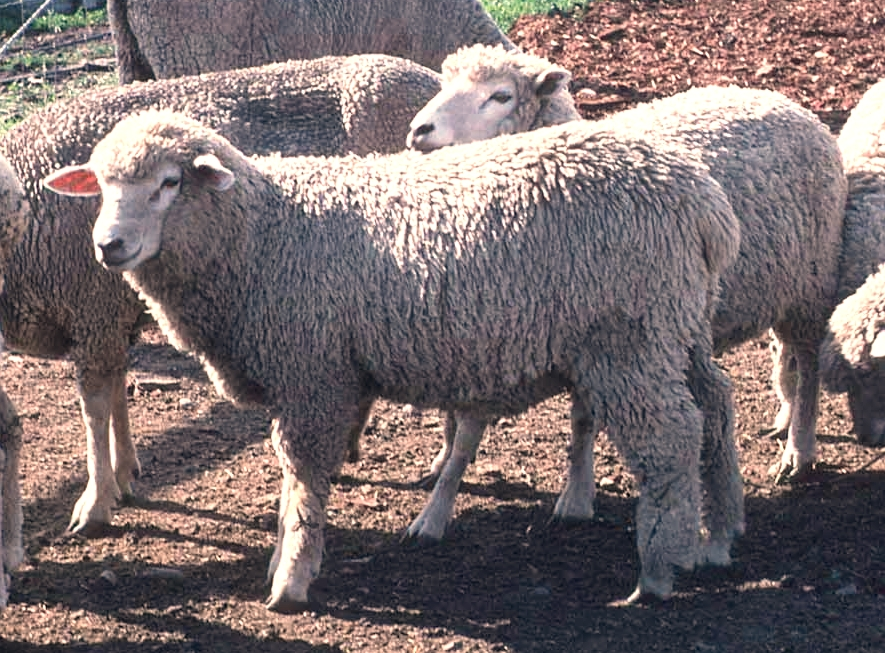
Corriedale

Các giống cừu này được phát triển từ năm 1868 và năm 1910. Là một giống cừu kiêm dụng cho cả hai mục đích (rất tốt cho việc lấy thịt và len), giống Corriedale được phân bổ dần vào nhiều khu vực cừu nuôi trên Thế giới. Ví dụ, các con cừu Corriedale đầu tiên đến Hoa Kỳ vào năm 1914. Corriedale sau đó được sử dụng như là một trong những giồng cừu nền tảng (giống nền) của các giống cừu Targhee Hoa Kỳ phát triển. Cừu Corriedale cũng đóng góp khoảng 50 phần trăm của di truyền được sử dụng trong các giống cừu Gromark đã được phát triển tại Úc.

## Đặc điểm
Cừu Corriedale có tuổi thọ lâu, và rất khỏe mạnh và cân nặng đồng đều trên khắp cơ thể. Cừu Corriedale là giống cừu ngoan ngoãn, con mẹ chăm sóc dễ dàng, với khả năng sinh sản cao. Thích ứng tốt với một loạt các điều kiện khí hậu. Chúng có ngoại hình lớn đóng khung và đều thân, khuyết sừng và có một cơ thể rộng. Cừu Corriedales cho ra nhiều lông cừu cồng kềnh, mà là phổ biến với sợi và có thể được sử dụng cho một loạt các sản phẩm may mặc, lông cừu dày đặc của chúng là tốt và năng suất cao, với chiều dài và mềm mại, một phần giữa len và vừa len dài. 

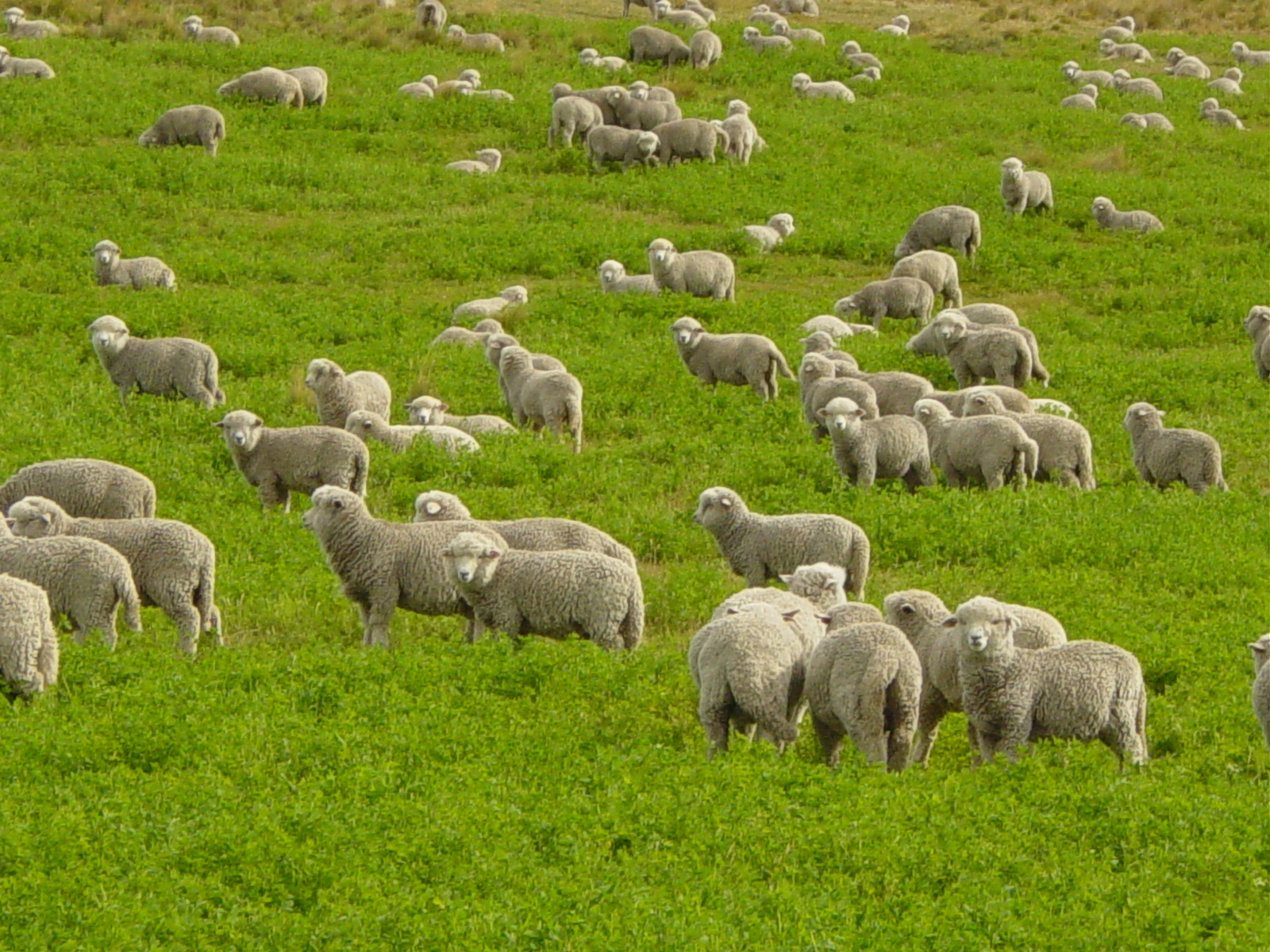
Chăn nuôi cừu trên đồng cỏ

Cừu Corriedale sản xuất carcases chất lượng tốt và có một giá trị tấm da cao. Các Corriedale sản xuất len cồng kềnh, len cao năng suất dao động 31,5-24,5 micron đường kính. Lông cừu từ cừu trưởng thành sẽ nặng 10 đến 17 lb (4,5-7,7 kg) với chiều dài 3,5-6,0 trong (8,9-15,2 cm). Sau khi làm sạch, năng suất từ 50 đến 60% trọng lượng lông cừu thô là phổ biến. Cừu đực trưởng thành sẽ nặng 175-275 lb (79–125 kg), cừu cái có thể nặng 130-180 lb (59–82 kg).
Trán chúng phẳng, xương mũi lồi ra, chúng có hố nước mắt, mõm của chúng mỏng, môi hoạt động, răng cửa sắc, nhờ đó chúng có thể gặm được cỏ mọc thấp và bứt được những lá thân cây mềm mại, hợp khẩu vị trên cao để ăn. Chúng có thói quen đi kiếm ăn theo bầy đàn, tạo thành nhóm lớn trên đồng cỏ. Trong da chúng có nhiều tuyến mồ hôi và tuyến mỡ hơn dê. Bởi thế chúng bài tiết mồ hôi nhiều hơn và các cơ quan hô hấp tham gia tích cực hơn vào quá trình điều tiết nhiệt. Mô mỡ dưới da của chúng phát triển tốt hơn dê và ngược lại ở các cơ bên trong của chúng có ít tích lũy mỡ hơn dê. Chính vì vậy, thịt chúng nhiều nạc hơn thịt dê.
Ảnh hưởng đáng kể của khối lượng sơ sinh đến khối lượng khi cai sữa, khối lượng sáu tháng, tốc độ tăng trưởng và khối lượng lúc giết mổ đã được báo cáo trên cừu Muzaffarnagris và con lai với cừu Corriedales. Những con cừu có khối lượng nặng hơn lúc sinh tăng trưởng nhanh hơn so với những con cừu có khối lượng sơ sinh nhẹ hơn. Những con cừu có khối lượng nặng hơn khi sinh thường là cừu đẻ đơn hoặc con của những cừu cái có kích thước cơ thể lớn hơn với điều kiện nuôi dưỡng tốt. Ưu thế lai cả HVI, HVM và ảnh hưởng bổ sung của giống là những công cụ mạnh để tăng năng suất trong chăn nuôi cừu, lai là một giải pháp giúp cải thiện năng suất thịt, khả năng sinh sản và len ở cừu. Khi đánh giá cừu cái về khả năng sản xuất thịt và lông trên 1 kg khối lượng cơ thể, cừu lai cừu Columbia × cừu Southdown × cừu Corriedale có các giá trị này cao nhất. 

## Chăn nuôi
Chúng có tính bầy đàn cao nên dễ quản lý, chúng thường đi kiếm ăn theo đàn nên việc chăm sóc và quản lý rất thuận lợi. Chúng cũng là loài dễ nuôi, mau lớn, ít tốn công chăm sóc. So với chăn nuôi bò thì chúng là vật nuôi dễ tính hơn, thức ăn của chúng rất đa dạng, thức ăn của chúng là những loại không cạnh tranh với lương thực của người. Chúng là động vật có vú ăn rất nhiều cỏ. Hầu hết chúng gặm cỏ và ăn các loại cỏ khô khác, tránh các phần thực vật có gỗ nhiều. Chúng có chế độ hoạt động ban ngày, ăn từ sáng đến tối, thỉnh thoảng dừng lại để nghỉ ngơi và nhai lại. Đồng cỏ lý tưởng cho chúng như cỏ và cây họ Đậu. Khác với thức ăn gia súc, thức ăn chính của chúng trong mùa đông là cỏ khô.

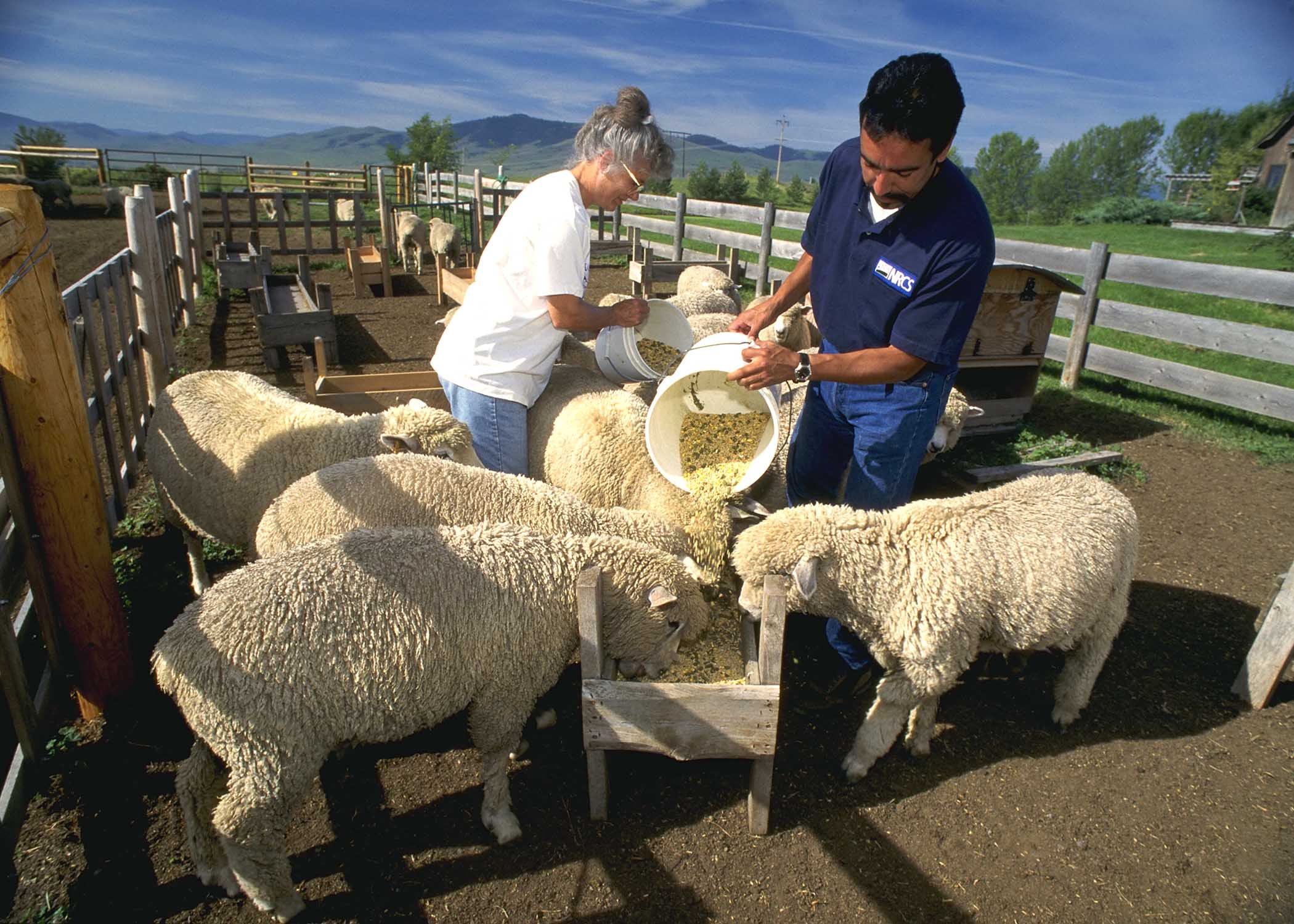
Cho cừu ăn

Chúng là loài ăn tạp, có thể ăn được nhiều loại thức ăn bao gồm thức ăn thô xanh các loại như: rơm cỏ tươi, khô, rau, củ quả bầu bí các loại, phế phụ phẩm công nông nghiệp và các loại thức ăn tinh bổ sung như cám gạo ngũ cốc. Mỗi ngày chúng có thể ăn được một lượng thức ăn 15-20% thể trọng. Chúng cần một lượng thức ăn tính theo vật chất khô bằng 3,5% thể trọng. Với nhu cầu 65% vật chất khô từ thức ăn thô xanh (0,91 kg) và 35% vật chất khô từ thức ăn tinh (0,49 kg). Khi cho chúng ăn loại thức ăn thô xanh chứa 20% vật chất khô và thức ăn tinh chứa 90% vật chất khô.
Nguồn nước uống là nhu cầu cơ bản của chúng. Lượng nước cần cho chúng biến động theo mùa và loại và chất lượng thực phẩm mà chúng tiêu thụ. Khi chúng ăn nhiều trong các tháng đầu tiên và có mưa (kể cả sương, khi chúng ăn vào sáng sớm), chúng cần ít nước hơn. Khi chúng ăn nhiều cỏ khô thì chúng cần nhiều nước. Chúng cũng cần uống nước sạch, và có thể không uống nếu nước có tảo hoặc chất cặn. Trong một số khẩu phần ăn của chúng cũng bao gồm các khoáng chất, hoặc trộn với lượng ít.

## Chăm sóc
Sau khi cho phối giống 16-17 ngày mà không có biểu hiện động dục lại là có thể cừu đã có chửa, Căn cứ vào ngày phối giống để chuẩn bị đỡ đẻ cho cừu (thời gian mang thai của cừu 146-150 ngày) nhằm hạn chế cừu sơ sinh bị chết; Có thể bồi dưỡng thêm thức ăn tinh và rau cỏ non cho cừu có chửa nhưng tuyệt đối tránh thức ăn hôi mốc; Khi có dấu hiệu sắp đẻ (bầu vú căng, xuống sữa, sụt mông, âm hộ sưng to, dịch nhờn chảy ra, cào bới sàn...) nên nhốt ở chuồng riêng có lót ổ rơm và chăn dắt gần, tránh đồi dốc.
Thông thường cừu mẹ nằm đẻ nhưng cũng có trường hợp đứng đẻ, tốt nhất nên chuẩn bị đỡ đẻ cho cừu; Sau khi đẻ cừu mẹ tự liếm cho con. Tuy nhiên, vẫn phải lấy khăn sạch lau khô cho cừu con, nhất là ở miệng và mũi cho cừu con dễ thở. Lấy chỉ sạch buộc cuống rốn (cách rốn 4–5 cm), cắt cuống rốn cho cừu con và dùng cồn Iod để sát trùng; Giúp cừu con sơ sinh đứng dậy bú sữa đầu càng sớm càng tốt (vì trong sữa đầu có nhiều kháng thể tự nhiên); Đẻ xong cho cừu mẹ uống nước thoải mái (có pha đường 1% hoặc muối 0.5%).
Cừu con trong 10 ngày đầu sau khi đẻ cừu con bú sữa mẹ tự do; Từ 11-21 ngày tuổi cừu con bú mẹ 3 lần/ngày, nên tập cho cừu con ăn thêm thức ăn tinh và cỏ non, ngon; 80-90 ngày tuổi có thể cai sữa. Giai đoạn này phải có cỏ tươi non, ngon cho cừu con để kích thích bộ máy tiêu hóa phát triển (đặc biệt là dạ cỏ) và bù đắp lượng dinh dưỡng thiếu hụt do sữa mẹ cung cấp không đủ; Cừu sinh trưởng và phát triển nhanh, mạnh ở giai đoạn này.